# Ballancourt-sur-Essonne
 Ballancourt-sur-Essonne  es una población y comuna francesa, en la región de Isla de Francia, departamento de Essonne, en el distrito de Évry y cantón de Mennecy.

## Demografía
| 2825 | 3477 | 5025 | 5549 | 6174 | 6273 |
| Para los censos de 1962 a 1999 la población legal corresponde a la población sin duplicidades (Fuente: INSEE [Consultar]) |      |      |      |      |      |